# Ворст (гурт)
Ворст — рок-гурт із міста Рівного.
Ворст — гурт екс-вокаліста колективу «Мій Батько П'є» М'ячика Дредбола.

## Історія
Гурт був створений весною 2011 року у місті Рівне.
Після того як М'яч покинув гурт «Мій Батько П'є» він зайнявся створенням нового колективу. Першою назвою гурту була «Хворс». Уже через місяць після створення гурт дебютує на одному із рівненських фестивалів. Із юридичних причин гурт змінює назву на «Ворст». Вперше під новим іменем колектив виступає на фестивалі «Рурисько» у місті Бережани. Через місяць гурт презентує свій дебютний сингл «Україно прокидайся!», що був приурочений виступу колективу на фестивалі «Бандерштат».
У 2012 році гурт приступив до запису дебютного альбому, який побачить світ влітку 2013 року.

## Учасники гурту
Поточний склад
- М'яч Дредбол — вокал
- Богдан «Бо» Оніщук — гітара
- Максим «So Be» Нещерет — діджей
- Артем Сміт — бас
- Рома Барабанов — ударні

Колишні учасники
- Максим Вишневський — барабани (Farinhate)
- Дмитро Кірічок — бас (Гайдамаки)
- Олександр «Alex» Себестьянович — бас (Farinhate)

## Дискографія

### Альбоми
- Але... (2014)